# De ratones y de hombres (ópera)
De ratones y de hombres (título original en inglés, Of Mice and Men) es una ópera en tres actos con música del estadounidense Carlisle Floyd y libreto en inglés de Floyd, basado en la novela homónima de John Steinbeck. La ópera se compuso en 1969.

## Historia
De ratones y de hombres se estrenó el 22 de enero de 1970 por la Ópera de Seattle en el Teatro Moore. La ópera se ha representado frecuentemente dentro de los Estados Unidos. En 2004, Albany Records produjo una grabación de la ópera.
Es una ópera poco representada en la actualidad; en las estadísticas de Operabase aparece con sólo tres representaciones en el período 2005-2010.

## Personajes
| Personaje                | tesitura       | Reparto del estreno, 22 de enero de 1970 (Director: – Anton Coppola) |
| ------------------------ | -------------- | -------------------------------------------------------------------- |
| Lenny Small              | tenor          | Robert Moulson                                                       |
| George Milton            | barítono       | Julian Patrick                                                       |
| Curley                   | tenor          | Harry Theyard                                                        |
| Esposa de Curley         | soprano        | Carol Bayard                                                         |
| Candy                    | bajo           | Archie Drake                                                         |
| Slim                     | barítono       | Kerry McDevitt                                                       |
| Carlson                  | tenor          | Erik Townsend                                                        |
| Ballad Singer            | tenor          | Gerald Thorsen                                                       |
| Ranch Hands (al menos 8) | coro masculino | Seattle Opera Male Chorus                                            |